# 창녕 법화사 다층석탑
창녕 법화암 다층석탑(昌寧 法華庵 多層石塔)은 대한민국 경상남도 창녕군 영산면 구계리, 법화암에 있는 고려시대의 다층석탑이다.
1972년 2월 12일 경상남도의 유형문화재 제69호 영산 법화암 다층석탑으로 지정되었다가, 2018년 12월 20일 현재의 명칭으로 변경되었다.

## 개요
법화암 경내에 있는 고려시대 다층석탑으로, 통일신라말에서 고려초에 유행한 청석탑(靑石塔) 또는 와탑(瓦塔)의 형태를 띠고 있다. 본래 영취산 위 보림사 소속 암자에 있던 것을 현재의 법화암으로 옮겨 놓은 것이라 전한다.
탑은 해인사 원당암 다층석탑과 같은 독특한 모습으로, 기단부(基壇部)는 화강암이고 탑신부(塔身部)는 점판암(벼루를 만들 때 사용되는 돌)으로 되어 있다. 연꽃을 새긴 기단은 불단과 비슷한 형태로 보인다.현재 탑신은 몸돌 1개와 지붕돌 7개만 남아있다. 각 몸돌에는 모서리마다 기둥을 상징하는 선이 그어져 있고, 얇게 만든 지붕돌은 밑면에 3단씩의 받침을 두었다. 꼭대기에 있던 머리장식은 모두 없어지고, 노반(露盤:머리장식받침)을 대신한 다른 종류의 자연석이 놓여 있다.
석재를 많이 잃어버렸지만 원래 9층이었을 것으로 추정되고, 점판암이라는 특별한 재료를 사용한 것으로 보아 고려 중기 이전에 세운 것으로 보인다.

## 참고 자료
- 창녕 법화사 다층석탑 - 국가유산청 국가유산포털